# Actinia delicatula
Actinia delicatula is een zeeanemonensoort uit de familie Actiniidae. De anemoon komt uit het geslacht Actinia. Actinia delicatula werd in 1888 voor het eerst wetenschappelijk beschreven door Hertwig. 